# Hrouzka
La rivière Hrouzka (en ukrainien : Грузька ; en russe : Грузская, Grouzkaïa) est une rivière de l'est de l'Ukraine, s'écoulant dans l'oblast de Donetsk. Elle prend sa source dans ce même oblast, et rejoint ensuite le fleuve côtier Kalmious, qui se jette plus au sud dans la mer d'Azov.

## Géographie
La rivière Hrouzka prend sa source juste à l'ouest de la ville industrielle de Makiïvka. Elle poursuit sa route en passant par les communes urbaines de Hrouzko-Zorianske et de Hrouzko-Lomivka, puis rejoint le fleuve Kalmious au niveau de la commune de Horbatchevo-Mykhaïlivka. Le cours de la rivière est long de 47 kilomètres et couvre un bassin versant de 517 km²,.